# Pontiac Solstice
Pontiac Solstice — спортивный автомобиль марки Pontiac. Впервые был представлен на Североамериканском международном автосалоне 2004 года. Модель Solstice производилась в Уилмингтоне, штат Делавэр, начиная с середины 2005 года. Автомобиль оснащён безнаддувным 2,4-литровым двигателем I4 мощностью 177 л. с. (132 кВт) с крутящим моментом 166 Нм (225 Нм). Внешний стиль серийного Solstice похож на одноимённый концепт 2002 года, который и стал прообразом модели. Производство Solstice должно было начаться до лета 2005 года, но задержки на заводе в Уилмингтоне привели к тому, что массовое производство было перенесено на четвёртый квартал. В середине 2008 года был анонсирован выпуск новой конфигурации модели с кузовом тарга. Это был первый двухместный автомобиль от производителя с тех пор, как в 1988 году был снят с производства Pontiac Fiero.
В 2006 году Solstice был номинирован на премию «Автомобиль года в Северной Америке» и «Дизайн года» от Ассоциации автомобильных журналистов Канады. Это позитивно повлияло на продажи, Pontiac получил 7000 заказов в первые десять дней модели на рынке. Хотя в первый год планировалось выпустить 7000 экземпляров, материнская компания General Motors принесла извинения заказчикам за задержки и увеличила производство, поставив к 1 марта 2009 года 10000 автомобилей.
После экономического кризиса 2008 года GM ликвидировала бренд Pontiac. Производство закончилось с закрытием завода в Уилмингтоне в июле 2009 года.

## GXP (2007—2009)

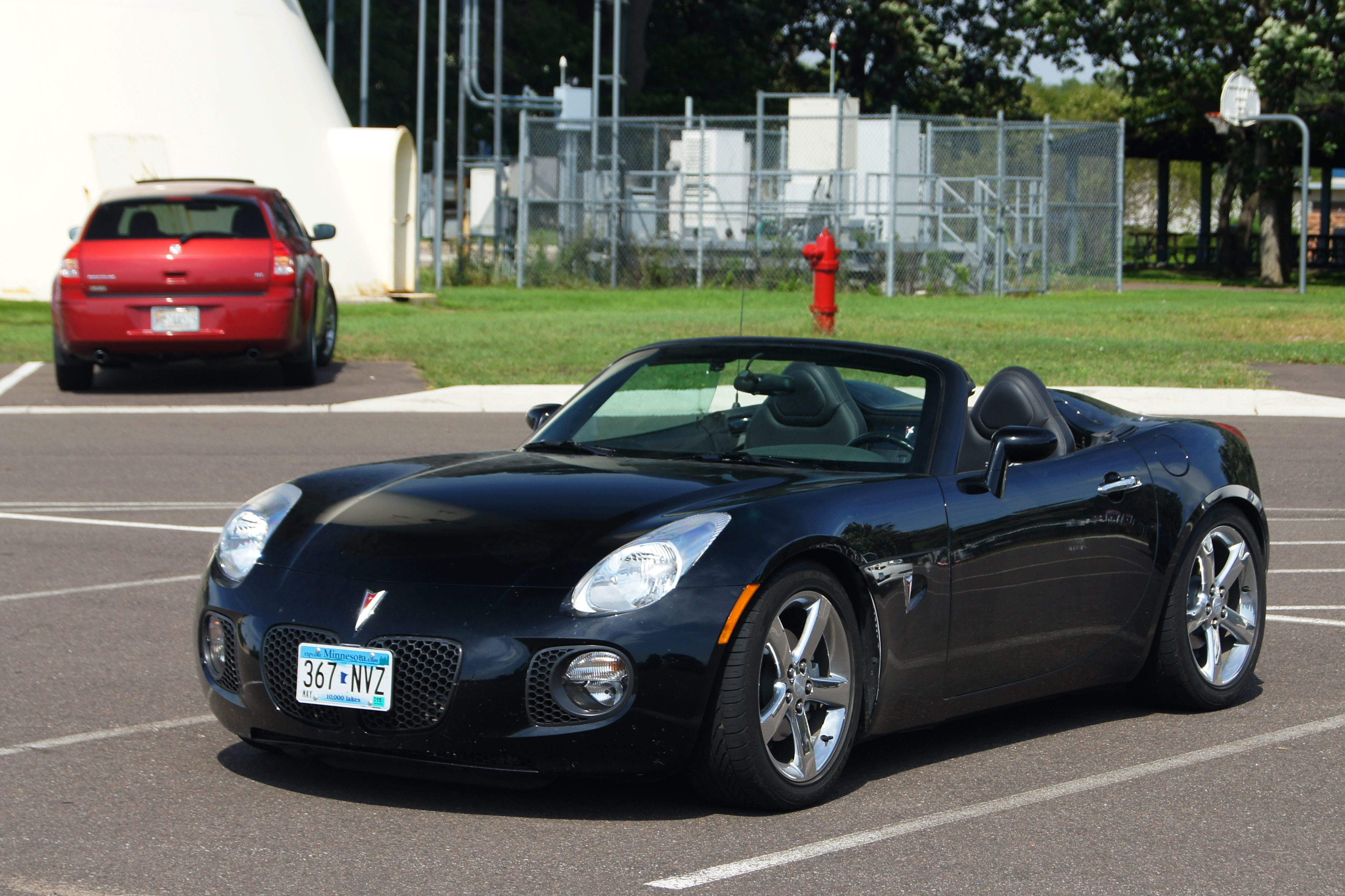
Модель GXP

Версия Solstice GXP дебютировала на автосалоне в Лос-Анджелесе в январе 2006 года. Она оснащена новым двигателем I4 Ecotec объёмом 2,0 литра с турбокомпрессором с двойной спиралью. Мощность двигателя составляет 260 л. с. Модификация показала самую высокую удельную мощность двигателя на литр в истории General Motors, и это первый бензиновый двигатель прямого впрыска от американского автопроизводителя. Согласно данным официального сайта, GXP разгонялся до 100 км/ч за 5,5 секунд. Значительное улучшение по сравнению с результатом предыдущей 2,4-литровой версией — 7,0 секунд.
Среди других дополнений GXP электронная система контроля устойчивости автомобиля, дифференциал с повышенным внутренним сопротивлением и антиблокировочная система. В базовую комплектацию входили летние шины на 18-дюймовых колёсах. Среди доступных опций от дилера была модифицированная компьютерная система и два новых датчика, что привело к увеличению мощности до 290 л. с. (крутящий момент 461 Нм).

## Solstice Coupe (2009—2010)

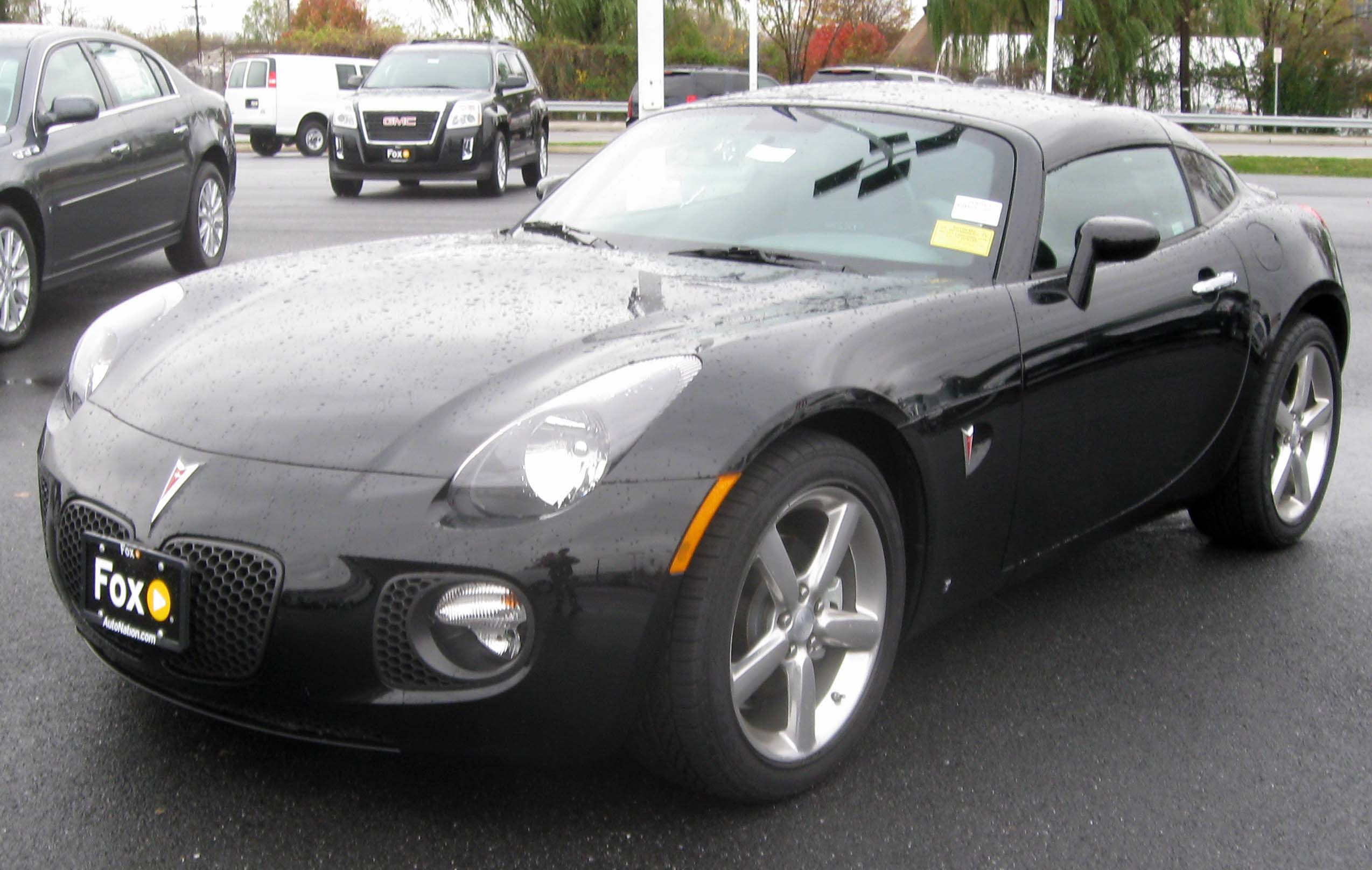
Модель GXP Coupe

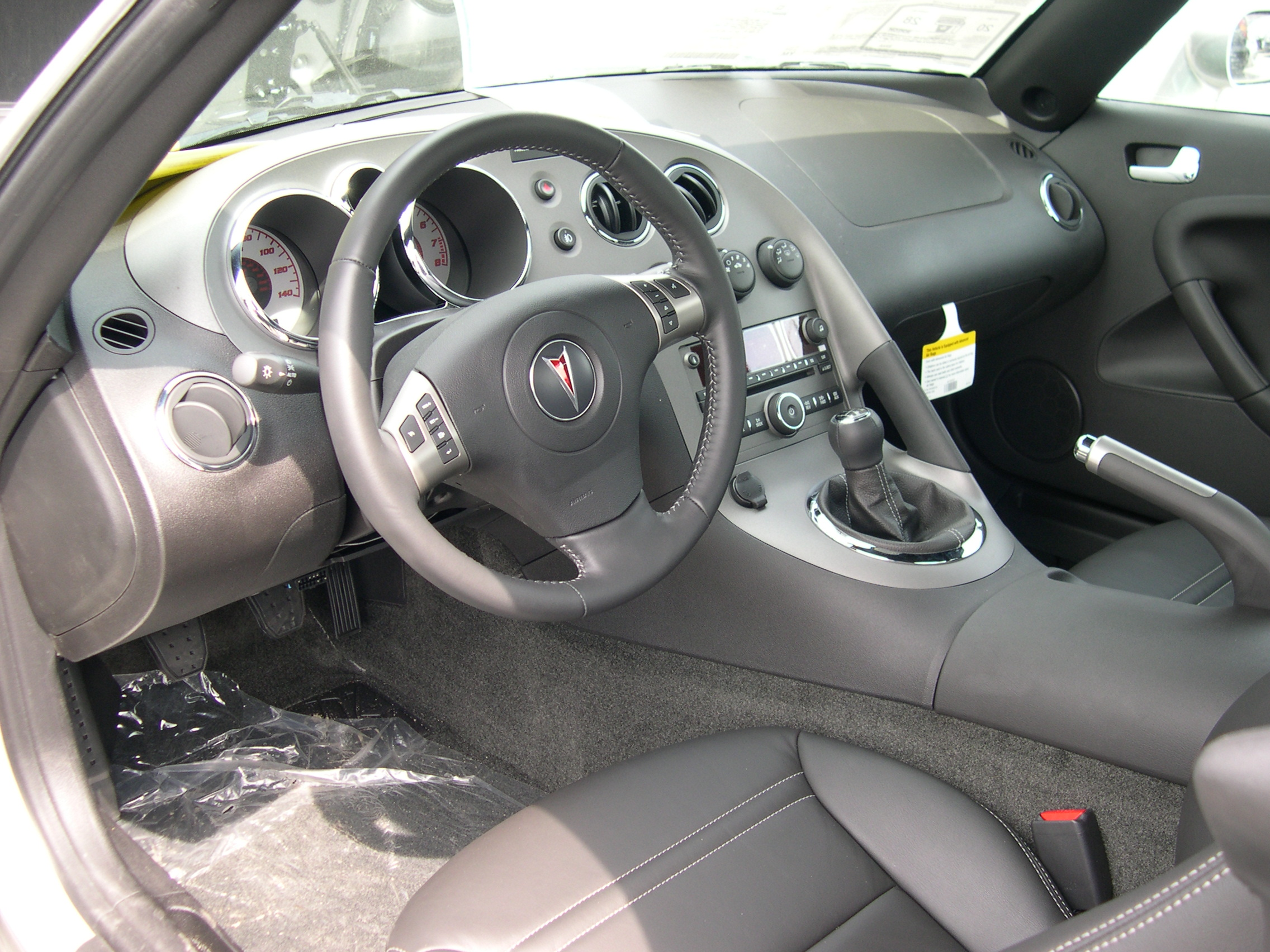
Интерьер

В 2008 году на Нью-Йоркском автосалоне была представлена модель с кузовом тарга. Выбор двигателя был такой же, как и у версии кабриолет. Крыша съёмная, но не предназначена для помещения в багажник. Доступна дополнительная тканевая крыша, которую можно поместить в багажник.
Машина поступила в продажу в начале 2009 года. Модели Pontiac Solstice Coupe считаются довольно редкими: в общей сложности до закрытия производственной линии было выпущено 1266 купе Solstice: 102 опытных образца 2009 года, 1152 серийных экземпляров 2009 года и 12 моделей 2010 года. Для сравнения: кабриолетов было выпущено более 64000.

## Концепты

### Weekend Club Racer

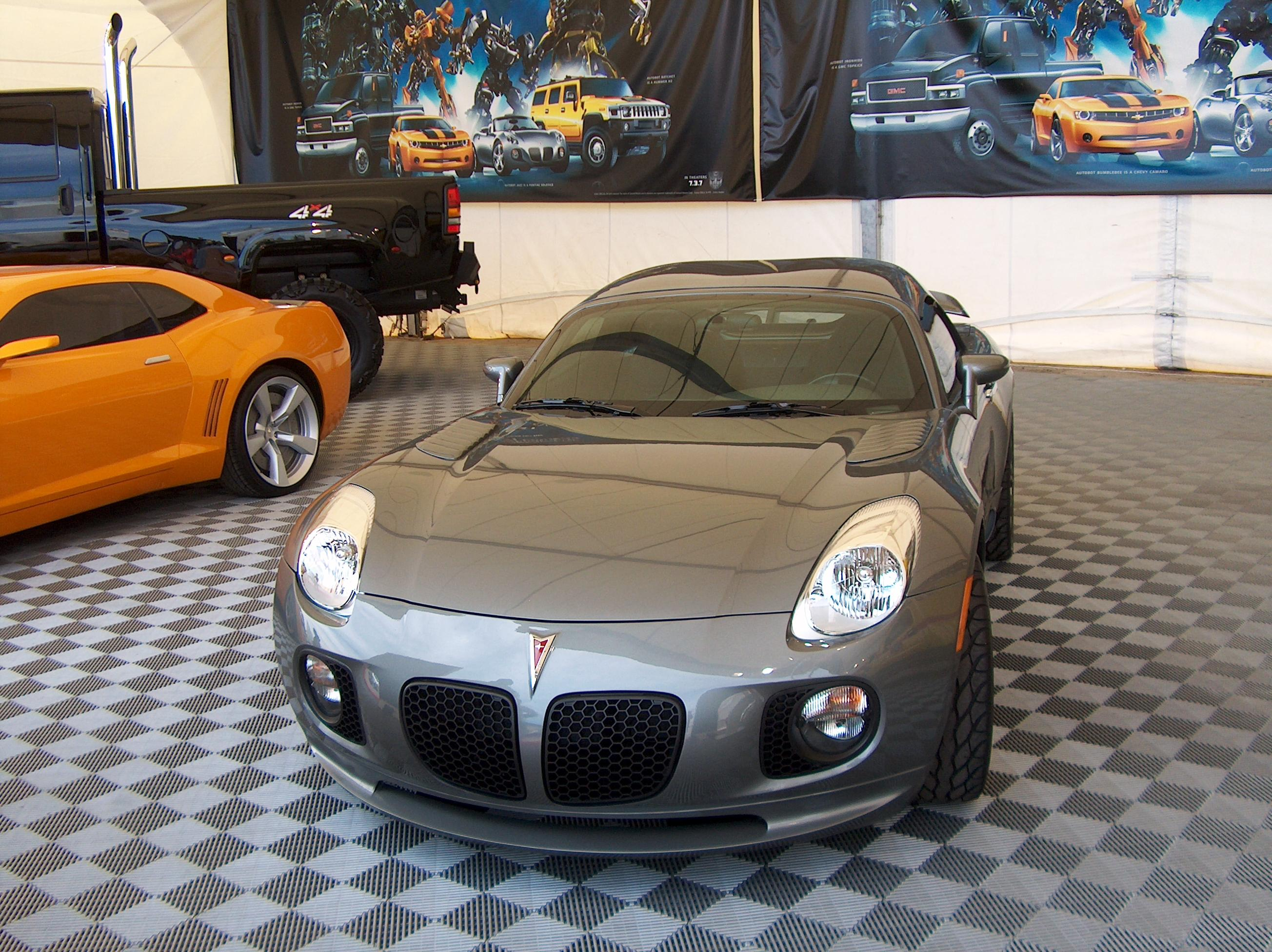
Pontiac Solstice из «Трансформеров»

Специальный концепт со съёмной жёсткой крышей, созданный GM Performance Division, был вдохновлён родстером Dodge Viper. У автомобиля более агрессивный экстерьер и негабаритный спойлер. Двигатель рассчитан на 325 л. с. Автомобиль оснащён 18-дюймовыми колёсами с шинами Goodyear Eagle F1 255/45ZR18, выхлопной системой cat-back performance, гоночной подвеской, а также дисковыми тормозами большего диаметра. Автомобиль был представлен на выставке SEMA 2005 года. Этот автомобиль использовался в фильме «Трансформеры» (2007) для образа персонажа Джаза.

### GXP-R
Концепт GXP-R — это модифицированный GXP с двигателем мощностью 300 л. с. и крутящим моментом 427 Нм. В комплектацию входит тормозная система SSBC Performance и 19-дюймовые колёса с шинами Goodyear Eagle F1 245/40ZR19.
Автомобиль был представлен на выставке SEMA 2006 года.

### Гоночный концепт SD-290
Гоночная концепция SD-290 — одноместный Solstice GXP с двигателем мощностью 290 л. с. Вес снижен за счёт установки лобового стекла только со стороны водителя и удаления дверного стекла, складного верха и системы стеклоочистителей. В комплектацию входит выхлопная система Cato Back от Solo Performance, комплект койловеров KW Automotive, алюминиевые 6-поршневые суппорты с 13-дюймовыми роторами из нержавеющей стали Brake Company, кованые 19-дюймовые колёса с гоночными шинами Hoosier R6, задний спойлер, съёмное рулевое колесо в гоночном стиле, гоночное сиденье с четырёхточечным ремнём безопасности, хромированный огнетушитель, пакет датчиков центральной консоли Pegasus.
Автомобиль был представлен на выставке SEMA 2006 года.

### Solstice GXP Coupe
Концепт Solstice GXP Coupe основан на купе GXP. Он оснащён комплектом GM Performance Parts Stage 2 и комплектом воздухозаборника, который увеличивает мощность двигателя до 290 л. с. В комплектацию входит выхлопная система GM Performance Parts и готовый к гонкам комплект подвески, полированные заводские колёса. Первая версия Coupe Concept была металлического оранжевого цвета.
Автомобиль был представлен на выставке SEMA 2008 года.

## Сворачивание проекта
В апреле 2009 года, после того как GM объявила о закрытии бренда Pontiac к концу 2010 года, генеральный директор Фриц Хендерсон заявил, что Solstice не будет выходить под другим брендом GM. Несмотря на то, что руководство рассматривало возможность продажи завода в Уилмингтоне и прав на Solstice стороннему предприятию, сборочный завод в Уилмингтоне был закрыт в июле 2009 года. В октябре 2009 года DeLorean Motor Company выразила заинтересованность в продолжении производства Solstice и даже выпустила проект концепта DeLorean Solstice с планом начать выпуск в 2011 году. Эти планы так и не сбылись, так как завод в Уилмингтоне, где производился Solstice, выкупила компания Fisker Automotive.